# 东方歌舞团

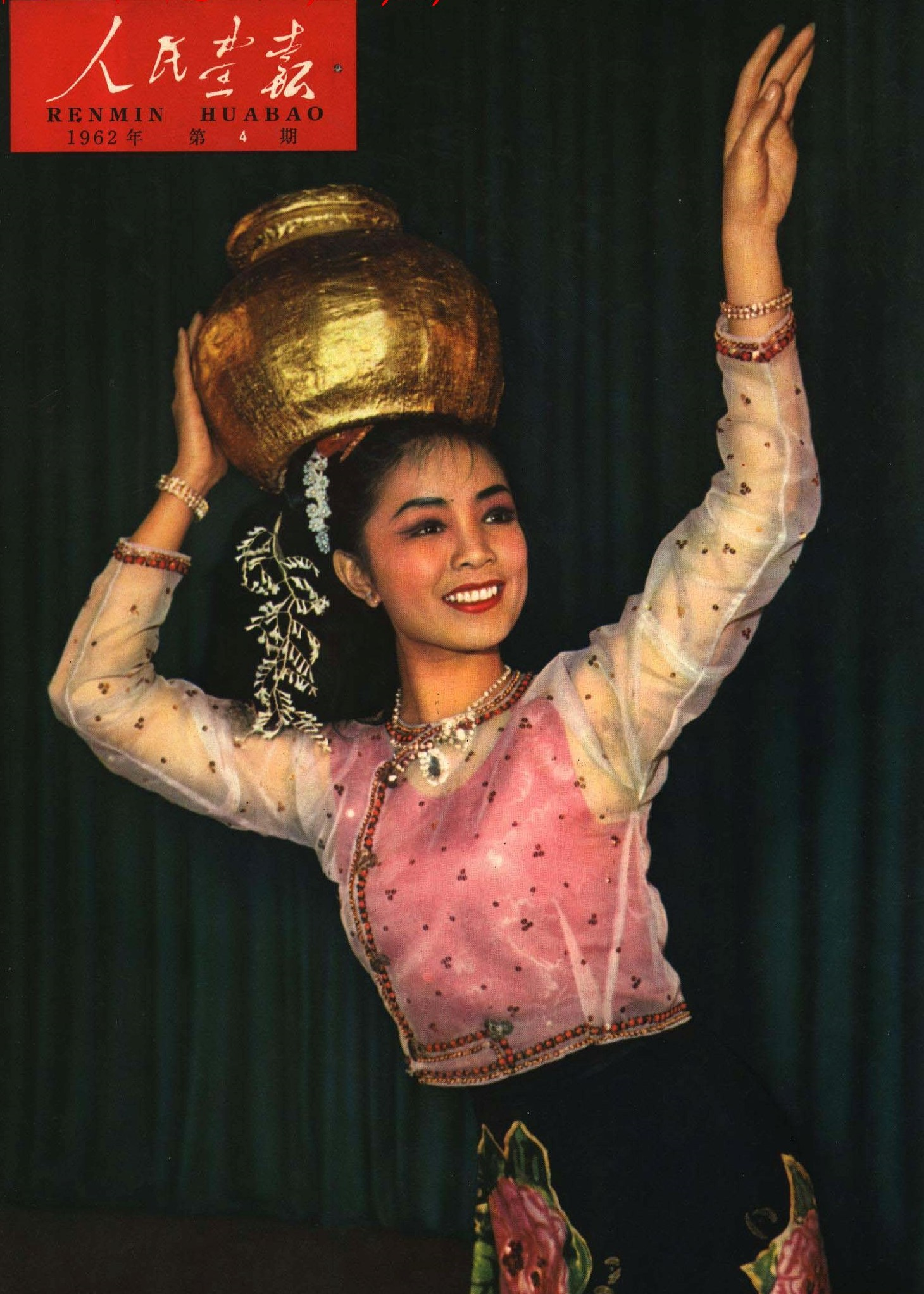
1962年东方歌舞团演员张均在《共饮一江水》中扮演缅甸姑娘

中国东方歌舞团是1962年1月13日成立的东方歌舞团于2005年7月28日与原中国歌舞团（前身为中央歌舞团）合并而成的中国国家级歌舞团，主要任务是“把中国传统民族民间歌舞艺术和表现现代中国人民生活的音乐和舞蹈作品介绍给国内外观众，同时把外国健康优秀的歌舞艺术介绍给中国人民”。

## 主要晚会
1997年推出《多彩的世界》大型歌舞晚会，该晚会在中華人民共和國文化部第八届文华奖评奖中荣获文化新剧目奖。
1998年推出大型音乐剧《音乐之声》。 
1999年推出《东方之花》大型歌舞晚会。 
1999年7月底推出《中国歌舞》大型歌舞晚会。

## 知名演员
李谷一、朱明瑛、李玲玉、程琳、成方圆、刘维维、牟炫甫、郑绪岚、林文增、田玉斌、周维、郭蓉、蔡金樑、吴静、董华、陈俊华、张燕、胡雁、佟秋菊、邢煌、汤加丽、远征、林炜、李艺涛等。